# Takahiro Nishijima
Takahiro Nishijima, noto anche con lo pseudonimo di Nissy (ニッシー?, Nishi) (西島隆弘?, Nishijima Takahiro; Hokkaidō, 30 settembre 1986), è un attore, cantante e ballerino giapponese.
Debutta nel 2005 come uno dei membri principali del gruppo J-pop AAA; fin dall'inizio in qualità di cantante, ma sa suonare anche la chitarra ed esibirsi come ottimo ballerino. Ha una sorella più grande; i suoi hobby sono la danza, il canto e la recitazione, ma è anche appassionato di pesca. È alto 1,70m e pesa 50kg. È il secondo acrobata del gruppo dopo Shuta Sueyoshi.
Ha partecipato anche a dorama popolari e film. Attualmente lavora per l'etichetta Avex Trax, come i suoi compagni di band.

## Filmografia

### Cinema
- Love Exposure (Ai no mukidashi), regia di Sion Sono (2008)
- Sayonara itsuka, regia di John H. Lee (2010)
- Sûpu opera, regia di Tomoyuki Takimoto (2010)
- Himizu, regia di Sion Sono (2011)
- Shigunaru: Getsuyôbi no Ruka, regia di Masaaki Taniguchi (2012)

### Televisione
- Delicious Gakuin (Derishasu gakuin) – serie TV, 13 episodi (2007)
- Ghost Friends (Gôsuto furenzu) – serie TV, 10 episodi (2009)
- Tumbling (Tanburingu) – serie TV, 11 episodi (2010)
- Gaikôkan Kuroda Kôsaku – serie TV, 10 episodi (2011)
- Taiyô no Wana – miniserie TV, 4 episodi (2013)
- Itsuka kono koi wo omoidashite kitto naiteshimau – miniserie TV, 10 episodi (2016)